# Saïd Razzouki
Saïd Razzouki (Ait Touzine, 1 juni 1972) is een Marokkaans-Nederlandse crimineel die veroordeeld is voor meerdere (gewelddadige) misdrijven, waaronder moorden, pogingen daartoe en grootschalige drugshandel. Hij heeft ruim twee jaar op de Nationale Opsporingslijst gestaan.

## Jeugd
Razzouki werd geboren in Marokko te Beni Touzine. Hij heeft oudere en jongere broers en zussen, van wie de oudste zus ongeveer dertien jaar ouder is. Zijn moeder overleed in 1994, waarna zijn vader hertrouwde. In Nederland woonde het grote gezin voornamelijk in Utrecht, maar ook in Groningen. Zelf heeft Razzouki voor zover bekend twee kinderen, met een groot leeftijdsverschil. Hij maakte als tiener en adolescent samen met Ridouan Taghi deel uit van de jeugdbende Bad Boys die met name in Nieuwegein en Utrecht actief was. De bende pleegde misdrijven zoals inbraken, maar werd ook berucht door bizarre straatraces. Volgens de overlevering vielen bij dergelijke straatraces acht doden in een half jaar.

## Georganiseerde misdaad
Razzouki zou deel uitmaken van een bende Marokkaans-Nederlandse criminelen. Hij zou de rechterhand zijn van crimineel Ridouan Taghi en werd op 7 februari 2020 opgepakt op verdenking van betrokkenheid bij meerdere liquidaties en grootschalige drugshandel. Een van de liquidaties zou die van advocaat Derk Wiersum zijn. Ook zou Razzouki betrokken zijn bij de liquidatie van de Utrechtse Montenegrijn Ranko Scekic op 22 juni 2016 in Utrecht en de moord op misdaadblogger Martin Kok, op 8 december 2016 in Laren. Daarnaast zou hij een poging hebben aangestuurd Kok met een zware bom onder zijn auto op te blazen op 2 juli 2016, bij restaurant Klein Kalfje in Amstelveen. Voor deze beschuldigingen wordt hij vervolgd in het Marengo-proces. In dit proces staan ook twee van zijn broers terecht: Mohammed en Zaki Razzouki.

## Opsporing
Razzouki lukte het lang om onder de radar te blijven. Pas na de vergismoord op Hakim Changachi, op 12 januari 2017 in Utrecht-Overvecht, kwam hij in beeld als zware crimineel. Het Openbaar Ministerie loofde € 100.000 uit voor informatie over de verblijfplaats van Razzouki, hetzelfde bedrag dat was uitgeloofd voor de informatie die zou leiden tot de aanhouding van zijn baas Ridouan Taghi. Dit was het hoogste bedrag dat de Nederlandse overheid ooit voor dergelijke informatie heeft aangeboden. Vanuit Nederland vluchtte Razzouki naar Colombia, waar hij zich meerdere jaren verborgen hield. Daar genoot hij de bescherming van het kartel Clan del Golfo. De opsporingsautoriteiten zagen zijn dochter, waar hij erg dol op was, als een zwakke plek. Via haar hoopten de autoriteiten hem te kunnen vinden.

## Aanhouding
Op 7 februari 2020 werd Razzouki gearresteerd in Medellin, Colombia door een gezamenlijke inspanning van de FBI, DEA, Landelijke Eenheid en de Colombiaanse politie. Bij zijn arrestatie raakte hij lichtgewond. Razzouki werd gezien als de laatste leider van de Mocro Maffia die nog op vrije voeten was.
Razzouki kwam op zijn schuilplaats bijna niet meer buiten. Een van de weinige keren dat hij naar buiten ging, werd Razzouki uiteindelijk toch fataal: de Colombiaanse politie hield de wijk waar hij zich bevond in de gaten en herkende hem. Bij de inval zou Razzouki hebben geprobeerd te ontsnappen. Hij sprong vanuit zijn appartement op drie hoog naar beneden. Bij de aanhouding zou een grote partij cocaïne in zijn woning gevonden zijn. Razzouki is na zijn arrestatie overgebracht naar een gevangenis in de Colombiaanse hoofdstad Bogotá.

## Veroordeling
Op 27 februari 2024 is Razzouki door de rechtbank Amsterdam veroordeeld tot een levenslange gevangenisstraf. De uitspraak vond plaats in de zwaar beveiligde rechtbank in Amsterdam-Osdorp, de Bunker.